# Regele Leu (film din 2019)
Regele Leu este un film american de dramă, regizat de Jon Favreau și produs de Walt Disney Pictures. Este o adaptare realistă a clasicului film animat Regele Leu (1994).

## Distribuție
- Maia Mălăncuș (voce, versiune română)[3]
- Alina Chinie (voce, versiune română)
- Claudiu Bleonț (voce, versiune română) [4]
- Donald Glover - Simba
  - JD McCrary - micul Simba
- Seth Rogen - Pumba
- Chiwetel Ejiofor -Scar
- Alfre Woodard - Sarabi
- Billy Eichner - Timon
- John Kani - Rafiki
- John Oliver - Zazu
- Beyoncé - Nala
  - Shahadi Wright Joseph - micuța Nala
- James Earl Jones - Mufasa
- Florence Kasumba, Eric Andre și Keegan-Michael Key - Shenzi, Banzai și Ed, Azizi și Kamari